# Kalaureia
| Kalaureia               | Kalaureia                                              |
| ----------------------- | ------------------------------------------------------ |
|                         |                                                        |
| Allmänt                 |                                                        |
| Land                    | Grekland                                               |
| Region                  | Attika                                                 |
| Koordinater             | 37°31'20.8"N 23°28'47.5"E                              |
| Grundades               | Omkring sen-mykensk period c. 1200 f.Kr.               |
| Perioder                | Sen-mykenska perioden till 100-talet e.v.t.            |
| Arkeologisk Information |                                                        |
| Utgrävningsperioder     | 1894 1997-pågående                                     |
| Arkeologer              | Sam Wide Lennart Kjellberg Berit Wells Arto Penttinen  |
| Allmän tillgänglighet   | Ja                                                     |
| Fynd-utställning        | Archaeological Museum of Poros                         |
| Förvaltning             | West Attica, Piraeus & Islands Ephorate of Antiquities |

Kalaureia (klassisk grekiska Καλαυρεία, latin Calauria) är en ö i Saroniska bukten, nära staden Troizen på östra kusten av det grekiska landskapet Argolis. Ön utgör ena delen av ö-paret Poros. Under antiken fanns här en berömd Poseidonhelgedom med omliggande stad. Helgedomen styrdes ursprungligen av en amfiktyoni av sju kringliggande stadsstater, bland dem Athen. Amfiktyonin spelade en viktig roll i det politiska och religiösa livet på Kalaureia eftersom den förvaltade och skyddade helgedomen samt administrerar kulten. År 322 f.Kr. flydde Demosthenes till helgedomen där han kom att begå självmord med gift för att undkomma makedoniska förföljelser.
Sedan 1997 genomför Svenska institutet i Athen arkeologiska undersökningar på platsen.

## Geografisk information
Dagens Poros består av två öar: den vulkaniska Spheria och den större ön Kalaureia. Vegetationen på Kalaureia består till stora delar av tätvuxen pinjeskog och högt över havet vid ett strategiskt läge befinner sig Poseidonhelgedomen. Dess läge är nog ingen tillfällighet, då grekiska helgedomar ofta är belägrade på prominenta platser i landskapet. Arto Penttinen har också framhållit att platsen var lätt att försvara vilket var viktigt för att skydda helgedomens egendomar.
Helgedomar tillägnade Poseidon är ofta placerade utanför städer, nära eller längre bort. Förutom den strategiska platsen i landskapet kan man även studera helgedomens relation till närliggande den stad (polis) som kom att växa fram kring den och gudens karaktär. Poseidon var, i motsvarighet till Athena, inte starkt kopplad till samhällets center. 

## Arkeologiska utgrävningar
De arkeologiska utgrävningar 1894 var de första svenska utgrävningarna i Grekland och kom att lägga grunden till framtida svenska forskningsprojekt inom antik grekisk kultur under svensk ledning.

### Utgrävningar av Sam Wide och Lennart Kjellberg (1894)

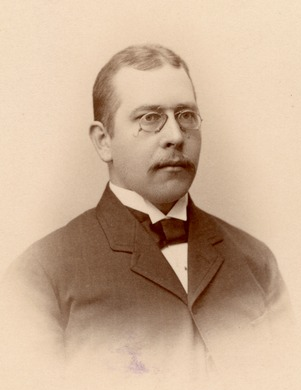
Sam Wide, 1892.

De första utgrävningarna i Poseidonhelgedomen på Kalaureia genomfördes juni 1894 av svenskarna Sam Wide och Lennart Kjellberg. De två hade besökt platsen redan under april samma år och då bestämt sig att påbörja utgrävningar där eftersom det fanns lovande synliga lämningar och att platsen blivit rekommenderad av den tyske arkeologen Wilhelm Dörpfeld. Dörpfeld kom senare att agera som rådgivare för praktiska frågorna angående utgrävningens 
genomförande.
Utgrävningen varade i två månader (juni-augusti) med hjälp av en grekisk arbetsstyrka på cirka 20 man och den svenska arkitekten från Rom, Sven Kristensen. Under projektets gång grävde man fram grundmurarna till templet, en dorisk byggnad från 500-talet f.Kr., tillsammans med en omfattningsmuren. Fynden var förhållandevis få. Några av de mest signifikanta var ett griphuvud av brons, en Asklepiosstatyett av marmor, några mynt, svärd, inskrifter, lerkärl och prydnader. De tidigaste spåren av mänsklig aktivitet på Kalaureia har daterats till bronsåldern, cirka 1200 f.Kr. och tyder på att en mindre bosättning varit lokaliserad på ön, men troligen ej relaterad till kulten av Poseidon. De tidigaste lämningarna efter bronsålderns är troligen från 600-talet f.Kr., även om kulten tros ha varit aktiv redan från 800-talet f.Kr.
Området sydväst om templet tolkades av Wide och Kjellberg som en agora infattad av stoor (portiker) och en propylé. Idag tolkas detta område som en del av helgedomen. Utanför propylén har möjligen platsens buleuterion, en byggnad där platsens råd samlades, hittats. Utgrävningen avslutades den 13 augusti och dokumentationen publicerades av det tyska arkeologiska institutet i Athens upplaga av “Mittheilungen” år 1895.
Wide och Kjellberg kom att betrakta resultaten som ett misslyckande eftersom materialet var föga spektakulärt jämfört med andra samtida utgrävningar. Likväl kom etableringen av en svensk utgrävning i Grekland i efterhand att ses som grunden till antikens kultur och samhällsliv som studieämne i Lund och Uppsala (där både Wide och Kjellberg kom att undervisa), samt framtida svenska utgrävningar i Grekland och grundandet av Svenska institutet i Athen år 1946.
Under de kommande 100 åren genomfördes inga ytterligare utgrävningar på platsen. Materialet diskuterades i arkeologiska och historiska studier men lite var känt om helgedomen verksamhet. Nya undersökningar skedde först från 1997 genom The Kalauriea Research Programs (1997–2012) och Kalaureia Excavation Project (2003–2005), under ledning av Berit Wells, samt Staden, Guden och Havet (2007–2012) under ledning av Berit Wells och sedermera Arto Penttinen efter Wells bortgång.

### The Kalaureia Research Program
Mellan 1997 och 2012 pågick The Kalaureia Research Program, ett arkeologisk projekt i Poseidon-helgedomen med ett internationellt team under ledning av Svenska institutet i Athen i samarbete med The Greek National Heritage Board. Projektets syfte var följande:
- Att undersöka förhållandet mellan Poseidon-helgedomen och den närliggande staden Kalaureia.
- Att studera samspelet mellan helgedomen och staden, samt deras roll i Saroniska bukten och världen.
- Att genom arkeologisk dokumentation framhäva vilka rituella handlingar som praktiserades i helgedomen och vad det säger om gudarna som samtida människor offrade till.
- Att studera helgedomens roll för dagens befolkning på Poros och hur de uppfattar det arkeologiska fältarbetet som utförs på ön.

Resultaten av de nya arkeologiska utgrävningarna publicerades i Svenska Institutet i Athens tidskrift Opuscula. Projektet startade med att rensa massor från utgrävningarna 1894 och den vegetation som tagit över stora delar av platsen. Under forskningsprogrammets gång har man tillämpat moderna arkeologiska metoder för att visa hur ny kunskap om antik religion kan produceras. Projekten på Kalaureia har även lagt fokus på att inkludera unga arkeologer genom besök, undervisning och praktik.

### Kalaureia Excavation Project - Vardagsliv och fysisk miljö i Poseidonhelgedomen i Kalaureia (2003-2005)
Kalaureia Excavation Project startade 2003 med systematiska inventeringar, utgrävningar och dokumentation av Poseidonhelgedomen på Kalaureia. Projektets syfte var att studera vad som förändrats och förblivit konstant över tid i den antika vardagen på den här typen av plats.
Genom metodologiska tillvägagångssätt som kartläggning med GIS har man producerat topografiska kartor som ger en överblick över helgedomens och fynden där. Inventeringarna fokuserade på helgedomens södra del, omkring byggnad D, och utgrävningarna resulterade i en förbättrad vy av helgedomens utformning. Analyser av fynden från byggnad C kunde konstatera att området runt byggnaden var aktivt från sen bronsålder till slutet av den antika perioden. De tidigaste fragmentariska keramikfynden har identifierats som mykensk. Geometrisk keramik har påträffats i större utsträckning, även om murar och andra konstruktioner från tidig bronsålder saknas. Sengeometrisk och subgeometrisk keramik i fragmentariskt skick från olika skikt i helgedomen består av  serverings- och dryckesimplement. I byggnad D har arkaisk keramik hittats, av forskarna kopplad till festliga aktiviteter i området. De vanligaste formerna bland de arkaiska keramikfragmenten är koppar, kotylai och skyphoi för drycker, krater för vinblandning, samt kannor. Grövre varor eller matlagningsredskap från arkaisk period påträffades inte, vilken var slående.

### Staden, Guden och Havet (2007-2012)
År 2006 tilldelades The Kalaureia Research Program medel från Riksbankens Jubileumsfond för ett sexårigt forskningsprogram som med titeln Staden, Guden och Havet. Resultatet av detta slutpublicerades 2014 och presenterade undersökningarna 1997–2012.

## Historia och lämningar
De tidigaste spåren av mänsklig aktivitet på platsen för helgedomen har daterats till senmykensk tid, cirka 1200 f.Kr. och består av  två byggnader väster om det senare Poseidontemplet. Möjligen övergavs denna bosättning inom ramen för bronsålderskollapsen. Efter bronsålderns kollaps finns det endast en liten mängd fynd från de proto- och tidiggeometriska perioderna. Det är inte förrän från omkring 750 f.Kr. man påträffar material i form av sengeometrisk tid. Krukskärvor har funnits över hela helgedomens utgrävningsområde, vilket man har kopplat till att bebyggelse skett på platsen. Trots materialet från sengeometrisk tid finns det endast en identifierbar sammanhängande kontext, en mur i den sydvästra delen av helgedomen tillsammans med tillhörande jordgolv. Det är möjligt att bosättningen långsamt förändrades till en helig plats mot slutet av 700-talet f.Kr., då evidens för hushållsaktiviteter under arkaisk tid (700–480 f.Kr.) saknas. Invånarna hade snarare förflyttat sig till närliggande områden för att etablera bosättningar.

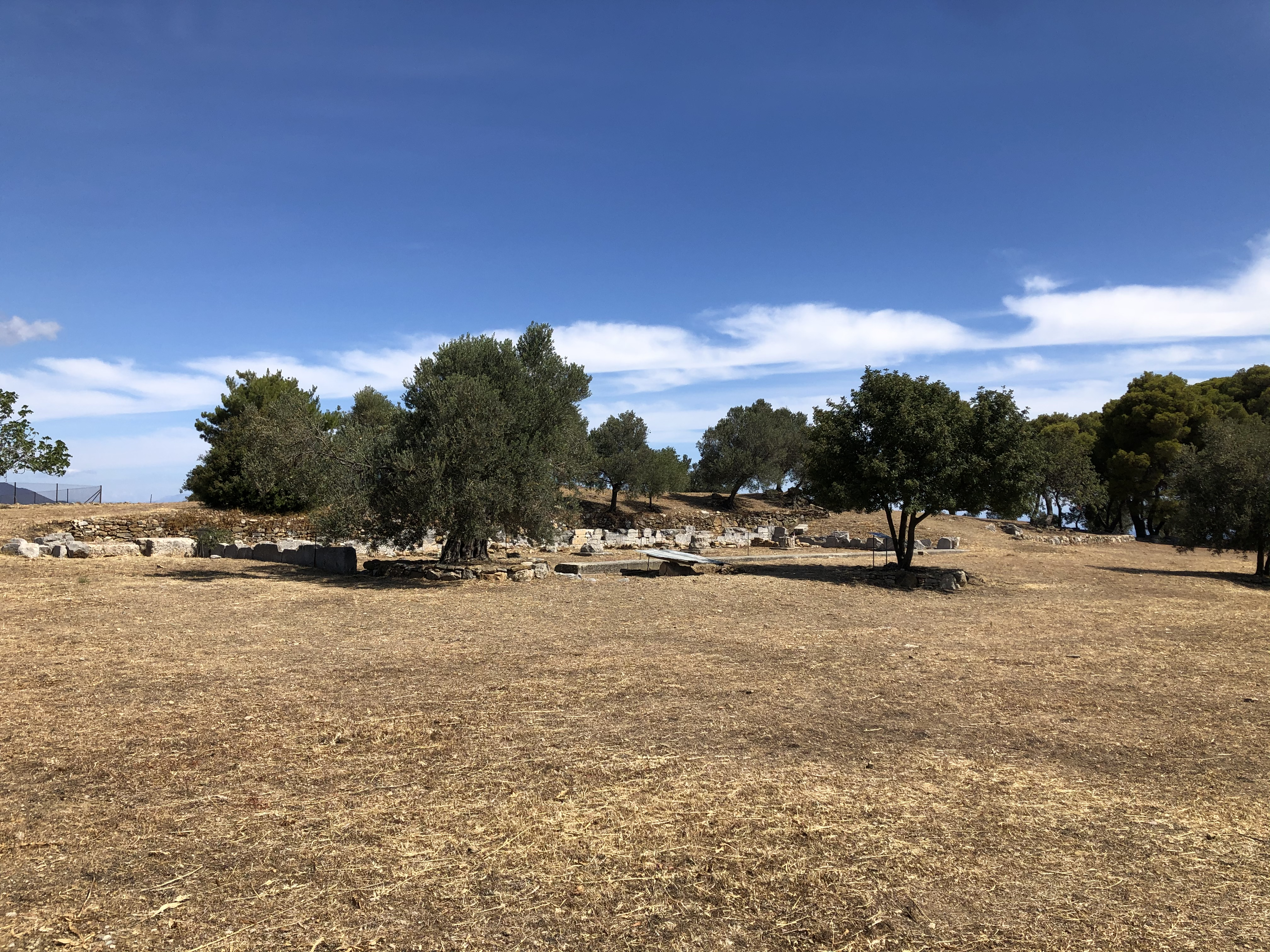
Poseidon-helgedomen med utblick över fundamenten av stoa A och B.

De första bevisen på monumentala strukturer är i form av taktegel från cirka 650 f.Kr. Byggnaden som taktegel tillhörde är dock okänd, men det kan tyda på att det fanns en föregångare till det senarkaiska Poseidontemplet. Terrassmurar från 600-talet f.Kr. har påträffats, vilket tyder på att landskapet nu förändrats, något man även har kopplat till de litterära källorna som nämner att en amphiktyoni haft sitt säte i helgedomen.

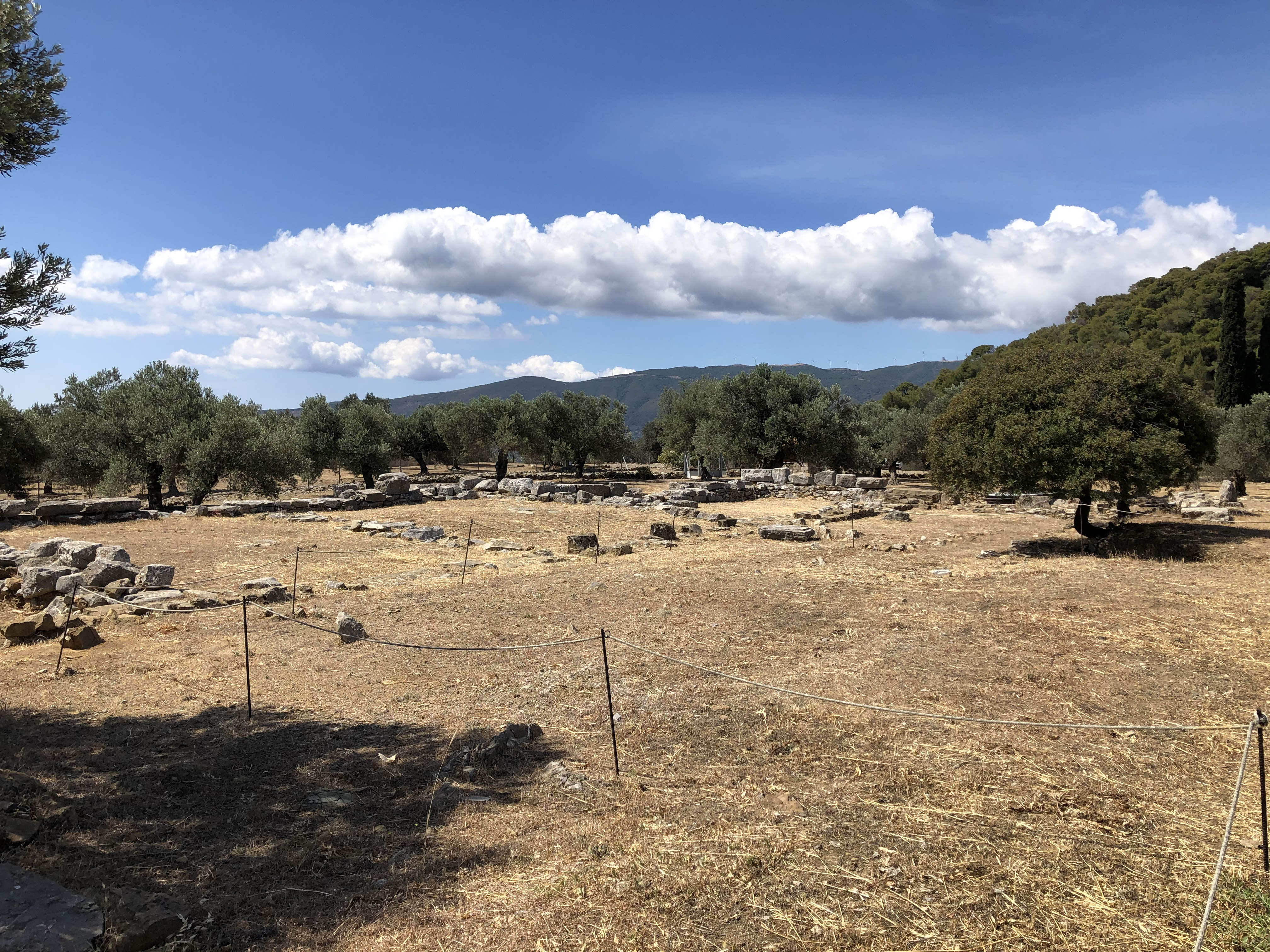
Poseidon-helgedomen med utblick över fundamenten till stoa C och D.

Under den senarkaiska perioden konstruerades en större mängd byggnader på platsen, inklusive Poseidontemplet, propylén (byggnad E) och stoa D. Hur templet byggdes har vi begränsad kunskap om eftersom det bygger på de magra resterna som undersöktes av de svenska utgrävningarna 1894. Vid de arkeologiska undersökningarna från 1997 fanns endast grundschakt och taktegel kvar. Trots begränsningen från tidigare utgrävningar är det möjligt att visa att en peripterlatempel, det vill säga att det var omgivet av kolonner, fanns på platsen. Templet, som till största delen bestod av kalksten, mäter 14,5 x 27 meter med 6 x 12 kolonner. Runt templet fanns en låg mur med en huvudingång i öster och en mindre ingång i söder. Propylén (byggnad E), vilket har föreslagits fungerat som en bouleuterion eller säte för amphiktyoni-förbundet, hade två identifierbara rum och en ingång. En portik (stoa D) strax öster om propylén tros ha byggts under samma tidsperiod, men är dåligt bevarad. I den västra delen av utgrävningsområdet har man hittat kolonntrummor från en aldrig färdigställd votivkolonn. Liknande votivkolonner är kända från till exempel Aphaiahelgedomen på den närbelägna ön Egina.

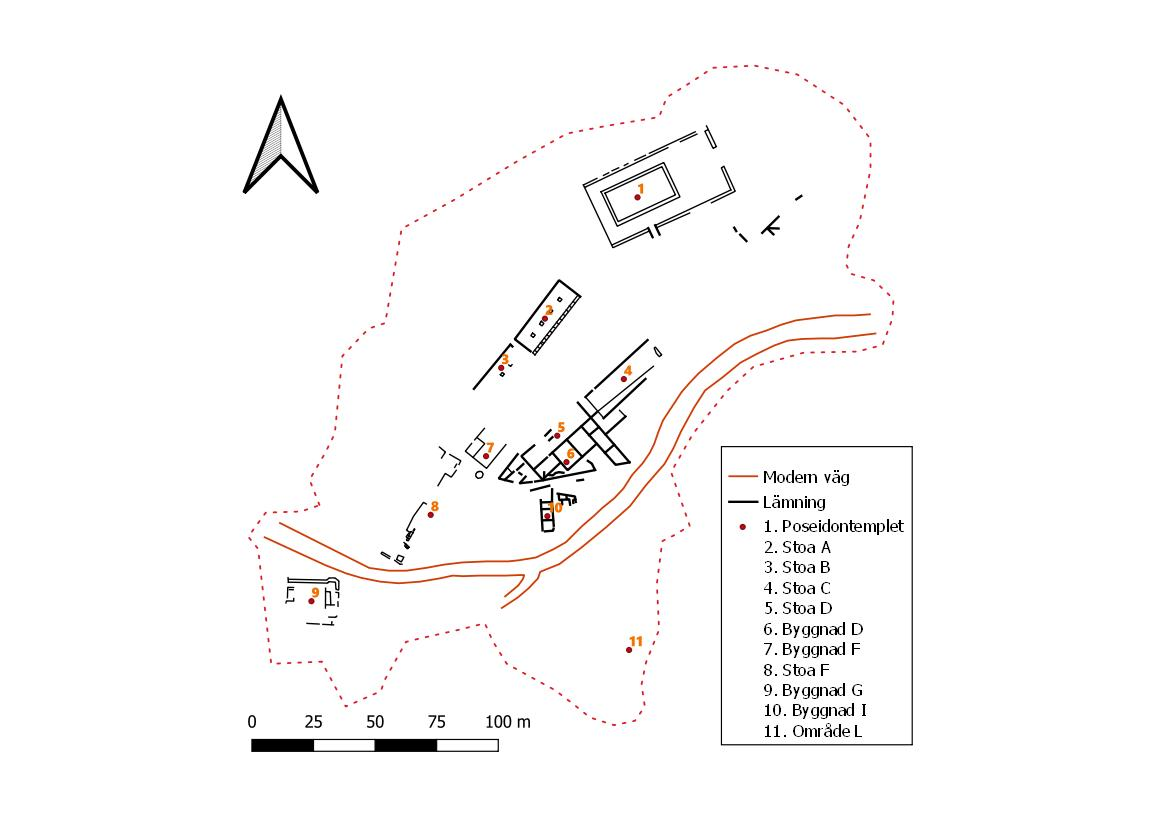
Karta över lämningarna i Poseidon-helgedomen. Baserad på Pakkanens version från 2008. Gjord i QGIS.

Under den klassiska perioden fortsatte byggaktiviteten på platsen. Stoa A och B byggdes längs områdets norra sida, söder om Poseidontemplet. Stoa A, vilken är bättre bevarad än stoa B, var uppförd i dorisk stil med polygona rödputsade väggar och en inre kolonnrad i jonisk stil. Stoa A förstördes troligtvis omkring 100-talet f.Kr. men kom senare att användas för ett antal mindre skjul för kommersiellt bruk, vilket man har kopplat till att platsen fick en ekonomisk funktion. Stoa B är sämre bevarad, och endast grunden till den bakomliggande väggen återstår.
Sydväst om helgedomen (söder om byggnad E och sydost om stoa F) låg vad man tolkar var ett agora. Genom geofysiska undersökningar fann man indikationer på mindre rektangulära strukturer och en väg som leder upp till byggnad E. Bland fynden från senklassisk tid har man funnit mynt med porträtt av Poseidon tillsammans med i inskriptioner som ΚΑΛ eller ΚA, vilket tyder på att staden då var oavhängig. Via litterära källor som Pausanias vet man att den athenska oratorn Demosthenes begick självmord på platsen år 322 f.Kr. då han flydde från makedonska trupper.
Nästa byggnadsfas i området ägde rum under slutet av 300-talet f.Kr. när byggnader både inom och utanför helgedomen uppfördes. I södergående riktning expanderade stoa D genom byggnad D bestående av tre rektangulära rum med en öppning mot stoan. På grund av terrängen på platsen hade byggnad D av en kraftig terrass på södra sidan. Ovanpå den förstärkta terrassen uppfördes en triangulär innergård med omkringliggande rum. Den senaste stoa på platsen är stoa C, nordost om byggnad D. Stoan, som vetter mot den inre delen av helgedomen, hade en yttre dorisk och inre jonisk kolonnad.
Utanför helgedomens område har ett antal byggnader hittats. Stoa F, strax väster om byggnad E, har tolkats som ett bouleuterion på grund av statybaserna framför den. På andra sidan av den moderna vägen som leder till helgedomen har en rektangulär struktur (byggnad G) hittats. Denna utgörs av en huvudingång till öster med rum runt en innergård. I byggnad G har man hittat en statyett av Asklepios (läkekonstens gud inom den grekiska mytologin).
Byggnad I, daterad till senklassisk och romersk period, ligger söder om byggnad D. Byggnaden tros vara privat, och antyder att helgedomens område, dess emenos, under perioden omgavs av staden. Under senare undersökningar har fokus legat på att analysera område L, söder om byggnad I och på andra sidan av den moderna vägen. Vid område L har spår av bebyggelse hittats med bland annat ett antal pithoi (stora lagringskärl). Förvaringskärlen tyder på att platsen kan ha haft en kommersiell funktion. Vid område L har man även hittat ett tjockt lager byggnadsrester. Lagret, som har daterats till hellenistisk tid höjde marknivån i området, men inga spår av våldsam förstörelse har påträffats. Efter dateringsförsök har man placerat dessa lager i den senare delen av första århundradet f.Kr. och under första århundradet e.Kr.
Efter 100-talet e.Kr. avtog aktiviteten på platsen. Man har hittat mynt slagna under den romerska kejsaren Hadrianus regeringstid. Den grekiske reseskildraren Pausanias (110–180 e.v.t.) nämner kortfattat Demosthenes och helgedomen i sitt verk. Endast få fynd daterade till efter romersk tid har hittats, till exempel ett mynt från 700-talet e.Kr. Genomgående visar undersökningarna inte på kristen aktivitet på platsen.

## Urval av arkeologiska projekt och publikationer från Kalaureia och Poseidon-helgedomen
Följande är ett urval av resultaten från de arkeologiska projekten i och runt Poseidonhelgedomen på Kalaureia. För fullständig publikationslista finns slutredovisningen tillgänglig på Svenska Institutet i Athens hemsida.
Archaic pottery and terracottas from the Sanctuary of Poseidon at Kalaureia
Utgrävningarna vid helgedomen 2009 framhöll en deponering av keramik, metall och andra föremål som påträffades vid en lång terrassvägg (vägg 49). Depositionen är den största från arkaisk tid som påträffats vid Poseidonhelgedomen och utgjordes av dekorerad keramik, svartglaserade keramik samt grov keramik tillsammans med terrakottafigurer. Deponeringen som analyserats av Alexandridou (2013) ger en översikt av de keramiska kärlen och andra terrakottaföremål tillägnade Poseidon under arkaisk tid samt hur det har förändrats över tid omkring 600-talet och 500-talet f.Kr..
Dealing with the unexpected. Strange animals in a Late Hellenistic/Early Roman cistern fill in the Sanctuary of Poseidon at Kalaureia, Poros
I sin analys diskuterar Dimitra Mylona rituella aktiviteter genom ben- och skalrester som inte hänvisas till i skriftliga källor. Utgrävningen, som lagt fokus på tidig romerska fyllningar av arkaiska cister i Poseidon-helgedomen visade tecken på ett intervall av djurrester som vanligtvis inte finns i slutna sammanhang. Resultatet hänvisar till information om de rituella aktiviteterna i helgedomen och diskuterar vad som kan klassas som heligt eller profant i helgedomens kontext som kultplats.
A tale of three drums: an unfinished Archaic votive column in the Sanctuary of Poseidon at Kalaureia
Under utgrävningssäsongerna 2007 till 2009 upptäcktes tre ofullbordade joniska kolumntrummor avsedda för en monumental arkaisk votiv-kolumn, som med stor sannolikhet påbörjade sin konstituering under andra halvan av 500-talet f.Kr. för att sedan bli övergivna i slutet av samma århundrade. Rekonstruktioner har därefter genomförts av trumdimensionerna och publicerats under ledning av J. Pakkanen.
Documentation and computer reconstruction strategies in the study of architecture at the sanctuary of Poseidon at Kalaureia, Greece
Dokumentationen av utgrävningarna och arkitektoniska detaljer har under senare tid varit tongivande med användningen av digital teknik i Poseidonhelgedomen. Pakkanen (2008) presenterar i Documentation and computer reconstruction strategies in the study of architecture at the sanctuary of Poseidon at Kalaureia, Greece fördelarna med det metodologiska användandet av tredimensionella modeller vid rekonstruktionen av helgedomens arkitektoniska tolkningar. Genomförandet av rekonstruktionen har möjliggörs av ett omfattande nätverk av fasta punkter vid helgedomen plats av stationerade laserteknik.
From polis to borders: demarcation of social and ritual space in the Sanctuary of Poseidon at Kalaureia, Greece
En undersökning ledd av Petra Pakkanen analyserade 2008 tre relaterade teman i studien av antik grekisk religion genom de materiella källorna från Poseidon-helgedomen på Kalaureia. Syftet med undersökningen var att ta fasta på frågor som kan hjälpa oss skapa en förståelse om dynamiken och samspelet mellan “officiella” och “privata” aspekter av den antika grekiska religionen. De relaterade teman inkluderade: studier av polis-modellen och dess tolkning av det kalaureiska materialet relaterat till det kulturella livet i helgedomen; det historiska sammanhanget med det arkeologiska materialet med fokus på helgedomen som en asylplats under hellenistisk period; samt det arkeologiska materialet relaterat till mat i helgedomens utrymme med en tolknings-uppmärksamhet på gräns(er).
Vidare urval av forskning vid Poseidon-helgedomen:
- Prismor av arkeologisk praxis på Kalaureia i Grekland[39]
- In situ-analys av en bronsfigur i Poros arkeologiska museum[40]
- Definiera kultplats: teoretiska observationer om religionens natur vid Kalaureia-helgedomen i Poros, Grekland [41]
- Korsa gränsen mellan officiell och privat religion vid Poseidon-helgedomen i Kalaureia på Poros[42]
- Bidrag av multi-plext elektroniskt motstånd och elektriska tekniker till de arkeologiska undersökningarna i Poros, Grekland[43]
- Rapport om utgrävningarna under åren 2007 och 2008 sydost om Poseidontemplet i Kalaureia[44]
- Rapport om utgrävningarna under åren 2015-2018 i Area L, ett område söder om Poseidonhelgedomen[45]

## Epigrafiska undersökningar
Under utgrävningarna 2007 och 2008 påträffades fyra stenblock av gråaktig kalksten som tillsammans utgjorde basen för två statyer dedikerade till Poseidon av invånarna från Arsinoe (tidigare kallad Methana). Statyerna har endast bevarats i små fragment representerade Kung Ptolemaios och hans syster-fru Arsinoe II. Inskriften på basen tyder på att statyerna dedikerades till Poseidon av invånarna från Methana när den “nya” staden Arsinoe behövde etablera en identitet, vilket man även gjorde genom att producera nya mynt med Arsinoe II:s porträtt på framsidan. Dedikationen av statyn staden Arsinoe en möjlighet att visa sin identitet genom trohet och plikt. Det är svårt att fastställa exakt när monumentet uppfördes, troligen skedde det efter Arsinoes död under det kremonidiska kriget, men under Ptolemaios livstid.
År 2020 publicerades en analys av tre hellenistiska inskrifter från Poseidonhelgedomen av J. Wallensten och N. Papazarkadas. Dessa inskrifter befann sig på baserna för porträtt av medlemmar ur en familj. Åtta av de 18 inskriptioner som påträffats på Kalaureia refererar intressant nog till män eller kvinnor från denna familj, som verkar haft en prominent position på platsen under 300- och 200-talet f.Kr. I artikeln har man valt att fokusera på det religiösa beteendet hos just denna framstående familj i koppling med samtida sociopolitiska utvecklingar.

## Antika beskrivningar av Kalaureia och Poseidon-helgedomen
Den antika reseskildraren Pausanias beskrev Kalaueria och Poseidonhelgedomen samt hur den athenska oratorn Demosthenes flydde dit från de makedonska trupperna år 322 f.Kr., för att därefter begå självmord. Ett monument ska enligt Pausanias ha uppförts till Demosthenes ära kort därefter.
Den grekiske geografen och historikern Strabon beskriver att helgedomen till Poseidon fungerade som en samlingsplats för Kalaureias amfiktyoni som var kopplad till sju statstater i området: Epidauros, Ermioni, Egina, Aten, Prasïeis, Nafplion, och Orchomenos. Strabon fortsätter i samma stycke med att berätta att Argiverna betalade avgifterna för Nafplion och att Lakonierna betalade avgifterna för Prasïeis.
Amfiktyonins har blivit omdebatterat på senare år. Enligt T. Kelly pekar de arkeologiska lämningarna på att amfiktyonin var aktiv vid helgedomens uppkomst kring 680–650 f.Kr. och att det inte finns någon synlig aktivitet på platsen innan dess, utan att helgedomen då användes mer sporadiskt. Ön var under en tid känd som Eirene (Εἰρήνη) ("Peace"), vilket enligt Kelly är en tydlig referens till amfiktyonins verksamhet på Kalaureia.
Poseidonhelgedomen beskrivs av Philostephanus som en upphöjd plats över havet med naturliga väggar för den allseende Poseidon. Författaren skrev att de två öarna en gång var sammankopplade innan de separerades av en flod.